# Rumphi (stad)
Rumphi is een stad in het noorden van Malawi. De stad heeft 14069 inwoners (1998). Het is de hoofdstad van het district Rumphi. De stad ligt op een hoogte van ongeveer 1200 meter boven de zeespiegel.